# Eve Ensler
Eve Ensler (New York, 25 maggio 1953) è una drammaturga statunitense.
Il successo da drammaturga è legato principalmente all'opera I monologhi della vagina, scritta nel 1996 e premiata con un Obie Award nel 1997. I monologhi (tradotti in 35 lingue) sono stati portati in scena a Broadway (con Susan Sarandon, Glenn Close, Melanie Griffith e Winona Ryder) e a Londra (con Kate Winslet e Cate Blanchett) e in altre città europee. Da questa pièce teatrale è nato il V-Day, contro la violenza sulle donne.
La Ensler è anche poetessa, sceneggiatrice e regista.

## Biografia
Ebrea di nascita, visse un'infanzia difficile segnata dagli abusi sessuali perpetrati dal padre e dal silenzio della madre sulla vicenda, cosa che la spinse a scappare più volte da casa e ad abbracciare la causa femminista nell'ambito della lotta agli abusi. Vive a New York dove insegna Drammaturgia all'Università.
Nel 1978 si è sposata con Richard McDermott, per poi divorziare da lui dieci anni più tardi. È la madre adottiva dell'attore Dylan McDermott, che ha legalmente adottato quando lui aveva 15 anni e lei 23.

## Alcune opere
- I monologhi della vagina - (2000) - Tropea Editore
- Necessary targets - (2003) - Dramatists Play Service
- Il corpo giusto - (2005) - Tropea Editore
- Vagina warriors - (2005) - Bulfinch Press
- Insecure at last: losing it in our security-obsessed world - (2008) - Villard
- Io sono emozione - (2011) - Piemme Editore
- Se non ora, quando? Contro la violenza e per la dignità delle donne - (2012) - Piemme
- Nel corpo del mondo - (2014) - il Saggiatore

## Controversie
I Monologhi della Vagina comprendono una sezione intitolata The Little Coochie Snorcher that Could. Questa parte del dramma, per come venne originariamente messa in scena, fu criticata perché includeva una scena dove una ragazza di 13 anni veniva fatta ubriacare da una donna di 24, che poi aveva un rapporto sessuale con lei. Alla fine di questa parte, la narratrice (la tredicenne stessa, ora cresciuta) ricordava con affetto l'evento, affermando che l'aveva aiutata a svilupparsi e crescere come donna, aggiungendo che "se è stato uno stupro, è stato un buon stupro".
Questa sezione fu criticata non solo per aver rappresentato il fatto come un "buon stupro", ma anche per aver fatto ricorso a due pesi e due misure dato che altrove nel dramma lo stupro maschile contro le donne viene rappresentato non solo come ingiustificabile, ma anche come l'atto di violenza definitivo contro le donne.

## Filmografia parziale

### Attrice
- The L Word - serie TV, 1 episodio (2006)

### Sceneggiatrice
- The Vagina Monologues - film TV (2002)
- World VDAY (2003)
- Playhouse: Live - serie TV, 1 episodio (2010)